# 丸山 (札幌市)

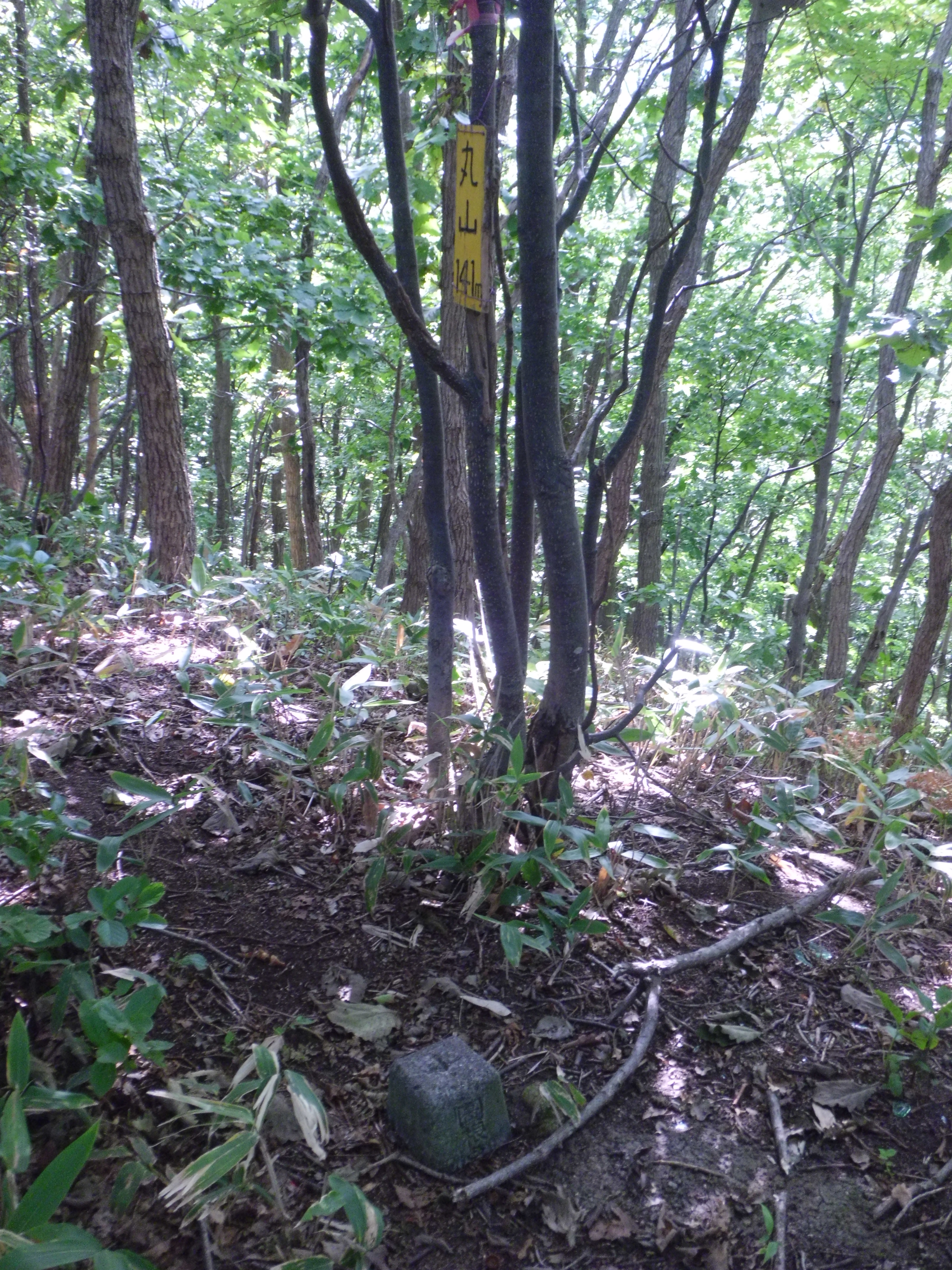
丸山山頂

丸山（まるやま）は北海道札幌市手稲区にある山。
標高141メートル。山名はそのまま、見た目が丸いことに由来する。ただし円形ではなく、三樽別川と富丘川に挟まれて楕円形をしている。登山道はない。
1951年（昭和26年）ごろ、中学生の勤労奉仕で「町民スキー場」が造られ、20メートル級のジャンプ台まで設けられた。1962年（昭和37年）には、陸上自衛隊員延べ400名の手によって30メートル級のより本格的な台が建設された。しかし、スキー場を横切るような形で札樽自動車道が建設されたことを機に姿を消すことになった。